# Meliosma flexuosa
Meliosma flexuosa är en tvåhjärtbladig växtart som beskrevs av Renato Pampanini. Meliosma flexuosa ingår i släktet Meliosma och familjen Sabiaceae. Inga underarter finns listade.